# Chiang Rai
Chiang Rai (in thailandese เมืองเชียงราย) è una città maggiore (thesaban nakorn) della Thailandia di 77 672 abitanti (2019). Il territorio comunale occupa una parte del distretto di Mueang Chiang Rai che è il capoluogo dell'omonima provincia, nel gruppo regionale della Thailandia del Nord. Capitale dell'antico Regno di Ngoenyang, fu la base di re Mangrai per le conquiste che gli permisero di fondare il Regno di Lanna, di cui Chiang Rai fu una delle città più influenti. È oggi tra le mete turistiche più visitate della Thailandia.

## Geografia fisica

### Territorio
Chiang Rai si trova nella provincia più settentrionale del Paese, confinante a nord con Birmania e Laos. Il centro cittadino è attraversato dal fiume Kok, un affluente del Mekong. Il fiume Lao bagna la periferia sud e sud-est prima di gettarsi nel Kok alla periferia orientale della città.
Chiang Rai si trova in una pianura alluvionale lunga oltre 70 km affiancata a ovest dalla catena montuosa dei Daen Lao, che si sviluppa lungo l'asse sud-ovest/nord-est, e a est dalla parallela e più bassa catena Khun Tan. Si differenzia da Chiang Mai, che si trova in una valle più grande il cui fiume Ping scorre verso sud e va a formare il Chao Phraya, principale corso d'acqua della Thailandia Centrale.
Il territorio comunale è nella zona del Triangolo d'oro, area montuosa famosa per la produzione di stupefacenti dove si incontrano i confini di Thailandia, Birmania e Laos meno di 60 km a nord-est della città. La capitale Bangkok è 785 km a sud di Chiang Rai.

### Clima
La temperatura media mensile massima è di 34,8° ad aprile, durante la stagione secca, con un picco di 40,5° registrato sempre ad aprile, mentre la media mensile minima è di 12,8° a gennaio, nella stagione fresca, con un picco di 1,5° a dicembre. La media massima mensile delle precipitazioni piovose è di 358,4 mm in agosto, nella stagione delle piogge, con un picco giornaliero di 157,8 mm in luglio. La media minima mensile è di 7,5 mm in gennaio. La stagione fresca va da novembre a febbraio, quella secca da febbraio ad aprile e quella delle piogge da maggio a ottobre.

## Origini del nome
La città deve il suo nome al fondatore re Mangrai, e significa città (chiang) di Mangrai (rai).

## Storia
La zona di Chiang Rai è solcata da diversi fiumi che garantiscono le fertilità del terreno e favoriscono comunicazioni e commerci verso tutte le aree circostanti; nelle sue vicinanze sono stati individuati 55 centri abitati dell'antichità circondati da fossati e mura. Attratti da queste favorevoli condizioni, i Tai Yuan si stanziarono nella regione prima del XIII secolo. Un'altra popolazione della zona furono i Lawa, di origine mon khmer, che contribuirono all'evoluta civilizzazione della regione in campo agricolo, politico e religioso.

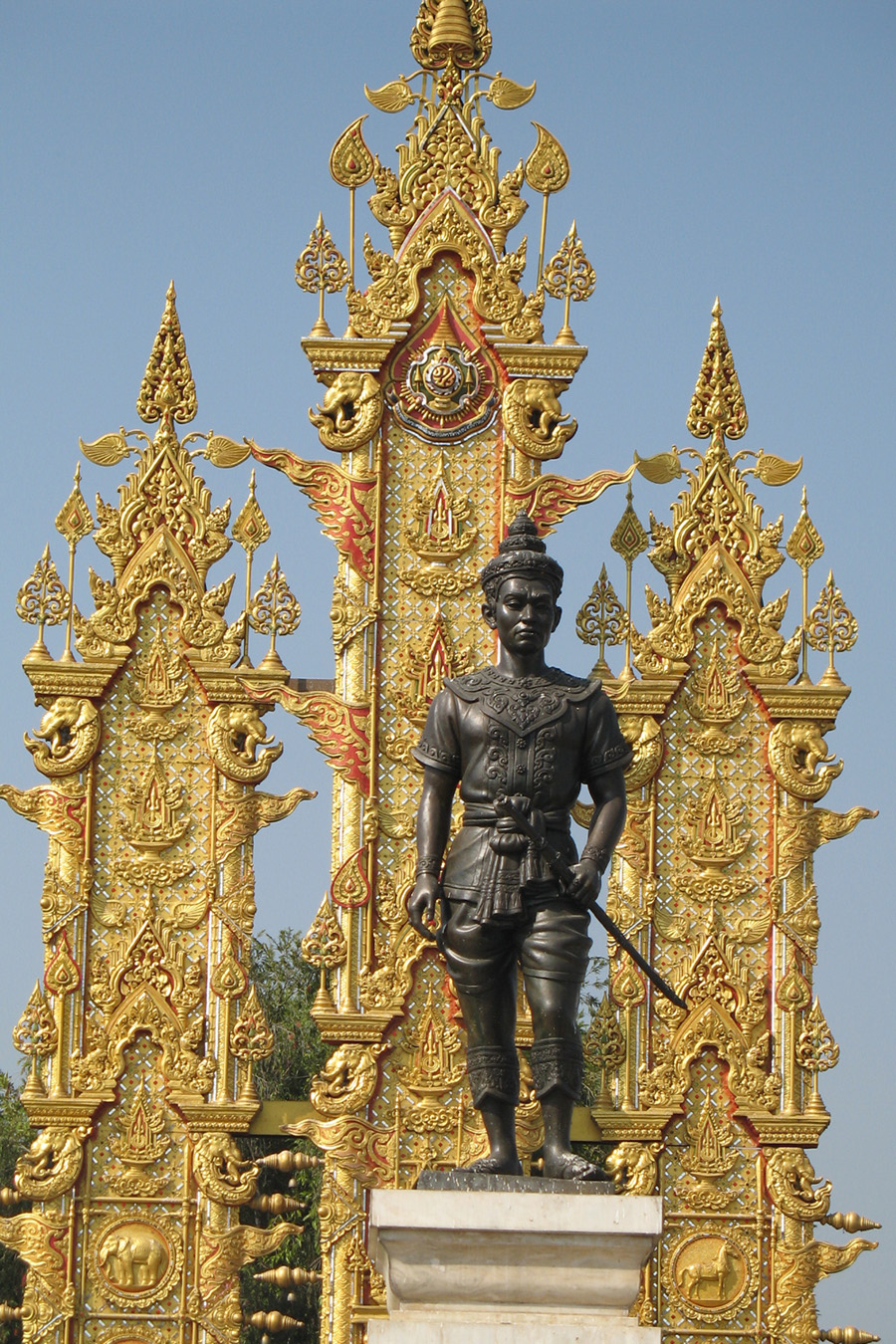
Statua a Chiang Rai di re Mangrai il Grande, fondatore della città.

La città fu fondata nel 1262 da re dei Tai Yuan di Ngoenyang Mangrai, che ne fece la nuova capitale del suo regno. Divenne la base per le conquiste che gli permisero di fondare nel 1292 il Regno di Lanna, dopo aver sottomesso il potente Regno di Haripunchai, e la nuova capitale Chiang Mai nel 1296. Chiang Rai fu in quegli anni anche una delle roccaforti che respinsero i ripetuti attacchi dell'Impero cinese guidato dalla dinastia Yuan. Nel 1296, truppe di Chiang Rai respinsero un attacco dei Mon a Chiang Mai.
Nei decenni successivi, associata con la vicina Chiang Saen, la città si contrappose spesso al potere di Chiang Mai. Il successore e figlio di Mangrai, Chai Songkham, mantenne la residenza a Chiang Rai dove era stato governatore, ma i re successivi vissero quasi esclusivamente a Chiang Mai. Nel 1386 le truppe di Chiang Rai, il cui governatore non riconosceva il nuovo sovrano Lanna, si unirono alle truppe di Ayutthaya, attaccarono Chiang Mai e furono respinte. In questo periodo l'Impero cinese considerava due regni separati Chiang Mai (Babai-dadian) e Chiang Rai con Chiang Saen (Babai-zhenai). 15 anni dopo Chiang Rai e Chiang Saen affiancarono le forze del riemergente Regno di Sukhothai nell'attacco a Chiang Mai, dove furono sconfitte. Nel 1405, il sovrano di Babai-zhenai fece atto di sottomissione a Chiang Mai e da quel momento ebbe fine il suo ruolo di viceré di Lanna. Nel 1434 venne alla luce nel cortile di un wat di Chiang Rai la venerata statua del Buddha di Smeraldo, che in seguito fu trasferito a Lampang e sarebbe infine diventato il simbolo della monarchia siamese e thailandese.

Con la crisi dinastica di Lanna all'inizio del XVI secolo, riemerse l'antagonismo tra Chiang Mai e Chiang Rai/Chiang Saen, le quali nel 1546 riuscirono a far incoronare re di Lanna il loro candidato principe del regno laosiano di Lan Xang. Questi lasciò Chiang Mai nel 1548, tornò a Luang Prabang portando con sé la venerata statua del Buddha di Smeraldo e l'anno dopo fu incoronato re di Lan Xang con il nome Setthathirat. Nel 1551 abdicò al trono Lanna e l'anno dopo Chiang Rai e Chiang Saen furono conquistate da truppe Shan che appoggiavano la nobiltà di Chiang Mai. Questo periodo all'insegna della turbolenza, l'innosservanza delle antiche regole e le difficoltà economiche del regno favorirono le ambizioni di Bayinnaung, il re dei Birmani che senza incontrare particolare resistenza conquistò Chiang Mai nel 1558 ponendo fine all'indipendenza di Lanna.

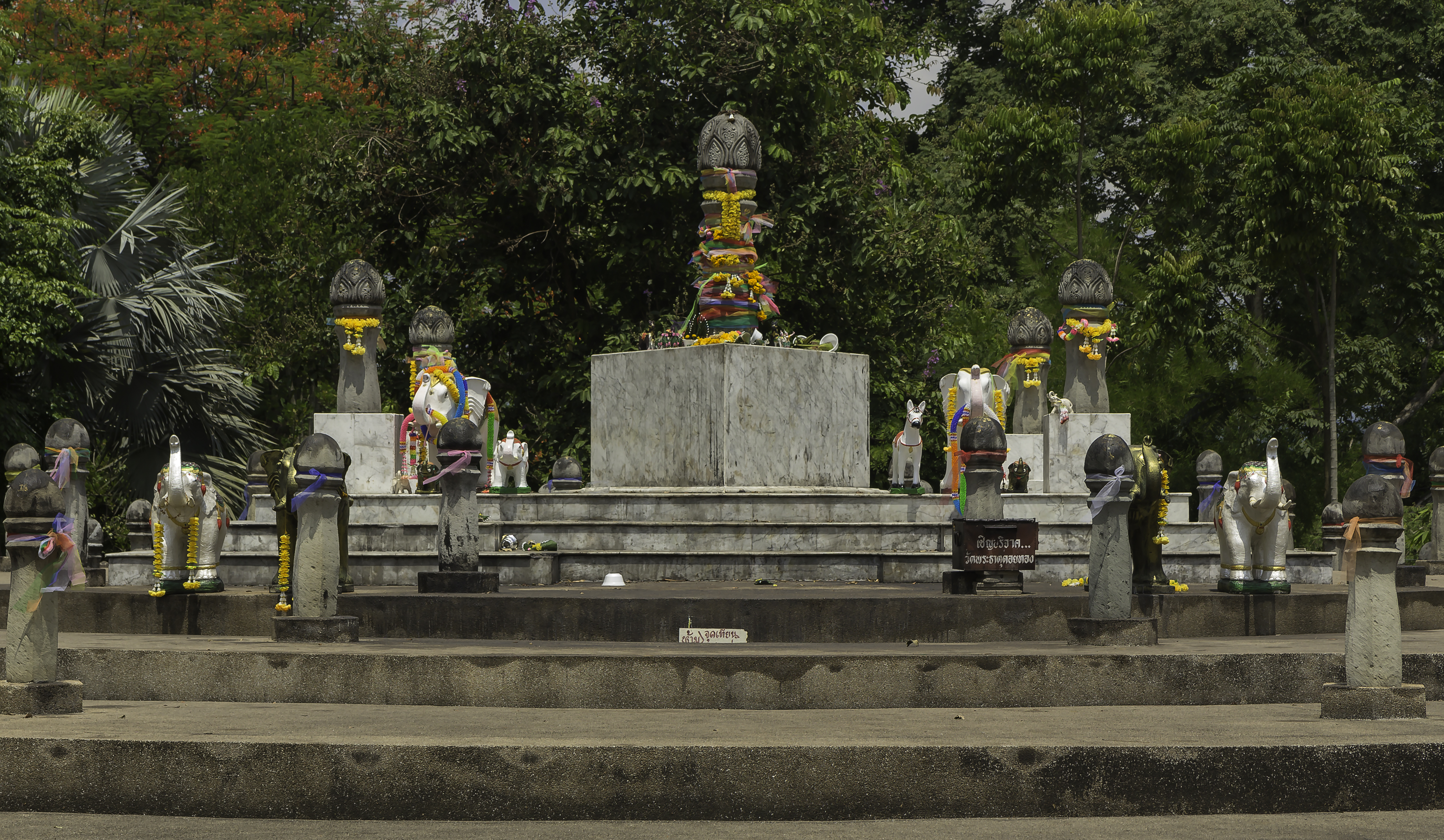
Lak Mueang a Wat Phra That Doi Chom Thong

Nei due secoli successivi, salvo alcuni brevi periodi di indipendenza o di occupazione siamese, Chiang Rai e in generale il Regno di Lanna subirono la dominazione birmana. In questo periodo fu con Chiang Saen un avamposto militare della Birmania, il cui dominio ebbe fine nove anni dopo la conquista di Ayutthaya da parte dei Birmani avvenuta nel 1767. I Siamesi furono riorganizzati da re Taksin del Regno di Thonburi, la cui capitale sarebbe diventata nel XX secolo parte dell'odierna Bangkok. La conquista siamese di gran parte del territorio Lanna avvenne nel 1776 dopo due anni di battaglie; Chiang Rai e altre città dell'estremo nord riuscirono però a cacciare i birmani solo nel 1786. Le successive guerre contro i Birmani rafforzarono l'occupazione siamese e negli anni a cavallo del 1800 Chiang Rai e la maggior parte delle mueang di Lanna entrarono a far parte del nuovo Regno di Chiang Mai, vassallo del Regno di Rattanakosin, il nuovo Stato siamese che sarebbe diventato l'odierna Thailandia.
Sempre in quegli anni buona parte degli abitanti della città fu deportata per ripopolare Chiang Mai, che per diversi anni era stata abbandonata al fine di evitare i saccheggi durante le invasioni dei birmani. La ricostruzione di Chiang Rai ebbe luogo nel 1843 e fu ripopolata deportando gli abitanti delle zone a ovest del fiume Saluen. Nel 1899 il Regno di Chiang Mai fu formalmente annesso al Siam, che ne inserì i territori nel monthon Phayap (circoscrizione del Nord-ovest). Nel 1910 fu creata la provincia di quarto grado di Chiang Rai.
Nel 1967, l'insurrezione comunista in Thailandia nata nell'Isan si propagò fino alla zona di Chiang Rai, dove i combattenti erano soprattutto hmong guidati da thai e sino-thai. La grande crescita economica della Thailandia verso la fine degli anni 1980 favorì un intenso sviluppo del turismo nelle zone montane che circondano la città. Nel 1992, il Lak Mueang, santuario che in ogni città thailandese ospita il patrono protettore, fu spostato nel Wat Phra That Doi Chom Thong.

## Monumenti e luoghi d'interesse

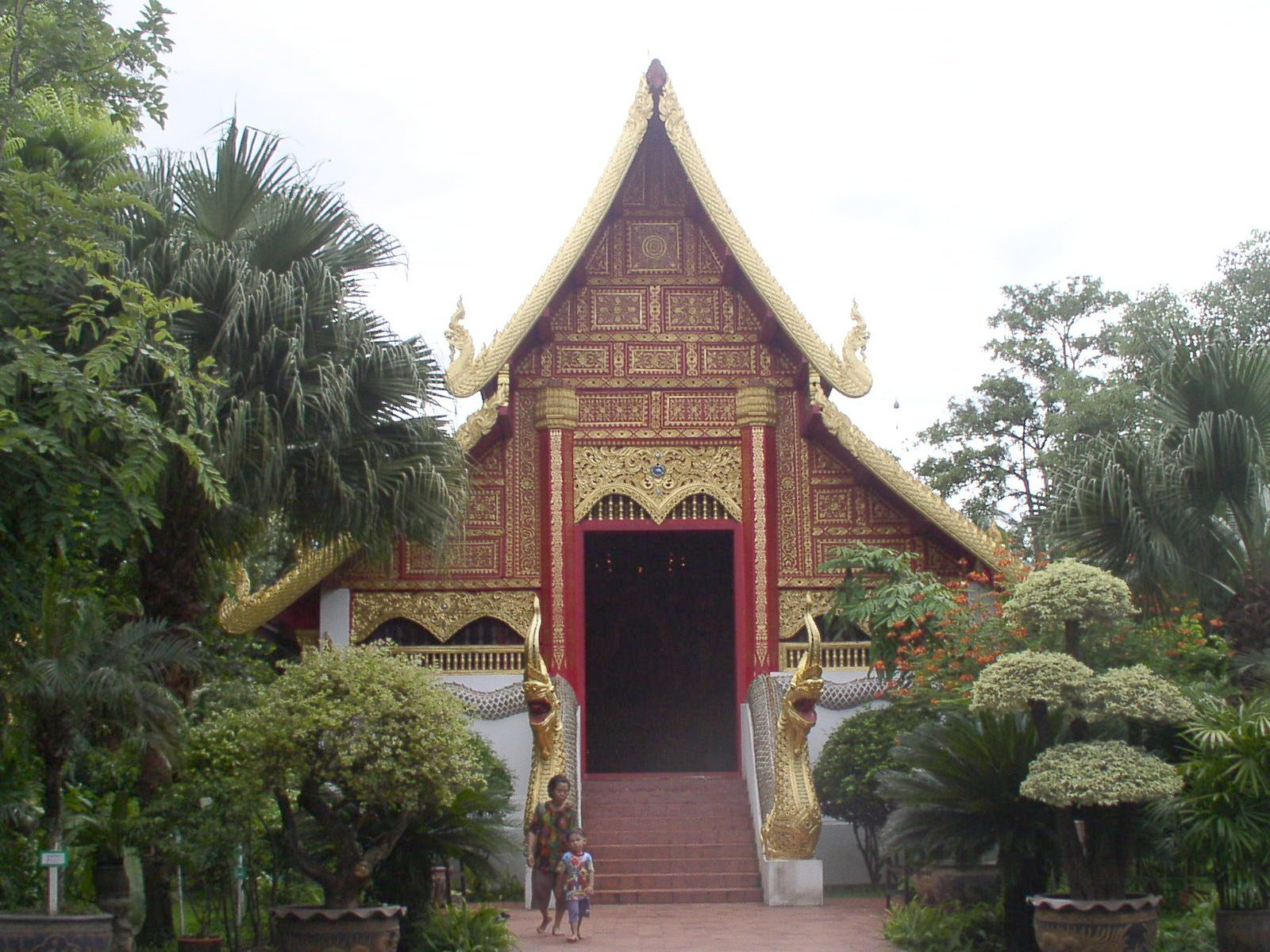
Ubosot del Wat Phra Kaew

### Architetture religiose
- Wat Phra Kaeo, monastero in cui fu rinvenuto nel 1434 il Buddha di Smeraldo; conservò per i due anni successivi la venerata statua che fu quindi trasferita a Lampang.
- Wat Phra That Doi Chom Thong
- Wat Phra Sing
- Wat Doi Khao Khwai
- Wat Rong Khun
- Chalermchai Kositpipat
- Chedi Doi Trimoorati

### Aree naturali
Oltre alle zone montane dei dintorni, dove vengono organizzate escursioni e trekking, di rilievo nei pressi della città è la grotta del Buddha, un tranquillo luogo religioso immerso nella natura dove re Rama V si trattenne in meditazione.

## Economia
Con 3 valichi di frontiera verso la Birmania e 3 verso il Laos, l'economia di Chiang Rai beneficia degli scambi commerciali soprattutto con la provincia cinese dello Yunnan, che esporta merci verso altri Paesi attraverso questi valichi per poi spedirli dal porto di Laem Chabang, nella Thailandia dell'Est. Anche il vicino porto fluviale di Chiang Saen sul Mekong riceve e spedisce merci nello Yunnan. Aziende di Chiang Rai si sono specializzate in servizi di logistica per il collegamento tra queste regioni e il porto di Laem Chabang. Un'altra fonte di introiti per la città è il turismo, offrendo pacchetti di viaggio per le aree circostanti e che comprendono anche trasferte con destinazioni in Birmania, Laos e Yunnan. Le principali industrie sono quelle di trasformazione agroalimentare e legname. Insieme a Chiang Mai, Chiang Rai è la maggior produttrice di riso in Thailandia del Nord. Altro importante prodotto locale è il tabacco. Oltre a quello del riso, in città sono particolarmente attivi i mercati del caffè e del legno teak.

## Infrastrutture e trasporti
Le strade principali sono la Statale 1, che collega Chiang Rai a sud con Bangkok a sud e a nord con Mae Sai, città thai al valico di frontiera con la birmana Tachileik. L'altra importante arteria è la R3A che arriva a Chiang Khong sul valico di frontiera con la città laosiana di Ban Houayxay, alla quale è unita dal 2013 dal quarto ponte dell'amicizia thai-lao. Anche il porto fluviale di Chiang Saen sul Mekong è importante per i trasporti della regione con lo Yunnan.
Alcuni chilometri a nord-est del centro cittadino si trova l'Aeroporto internazionale di Chiang Rai, che collega la città con i due aeroporti di Bangkok, altre località in Thailandia e all'estero. La stazione ferroviaria più vicina è quella di Chiang Mai, 185 km a sud-ovest dal centro cittadino. Il terminal 1 degli autobus si trova in centro città e il terminal 2 nei pressi della Statale 1, circa 6 km a sud. I trasporti locali sono affidati a tuk-tuk, taxi, mototaxi, e ai più economici songthaew, che hanno percorso fisso.